# Pokémon Noir et Blanc
Pokémon version noire (ポケットモンスター　ブラック, Poketto Monsutā Burakku) et Pokémon version blanche (ポケットモンスター　ホワイト, Poketto Monsutā Howaito), couramment appelés Pokémon Noir et Pokémon Blanc, sont deux éditions  du jeu vidéo de rôle de la série Pokémon développé par Game Freak. Elles sont éditées par The Pokémon Company et Nintendo sur la console portable Nintendo DS au Japon en 2010, en Europe et en Amérique du Nord en 2011.
Tout comme les quatre générations auparavant, le joueur contrôle le jeune protagoniste via une vue aérienne et le dirige dans l'ensemble de la région fictive d'Unys. Son but est de capturer, d'entraîner et de faire combattre des créatures fictives appelées « Pokémon » afin d'obtenir le titre de « Maître Pokémon ». Il doit également déjouer les plans de l'organisation criminelle, appelée Team Plasma. L'objectif ultime est de compléter le Pokédex par l'obtention des 156 nouveaux Pokémon de la région. Contrairement aux jeux précédents, aucun Pokémon des générations antérieures n'est disponible, jusqu'à l'obtention du « Pokédex National ». Les versions noire et blanche sont quasiment identiques, avec approximativement la même histoire, seuls certains Pokémon sont exclusifs à une cartouche.
Les jeux reçurent de bonnes critiques. Ils se vendirent très rapidement, battant le record du nombre de ventes lors des deux premiers jours.

## Synopsis
L'histoire prend place dans la région fictive d'Unys, inspirée de la ville de New York aux États-Unis. Elle comporte un total de dix villes reliées entre elles par des routes. Certaines zones ne sont accessibles que quand le joueur apprend une capacité spéciale à son Pokémon.
En fonction du sexe choisi, le protagoniste de Pokémon Version noire et Blanche est soit un jeune garçon appelé Ludwig, soit une jeune fille du nom de Ludvina, vivant à Renouet. Le protagoniste reçoit dans sa chambre avec ses amis d'enfance Bianca et Tcheren de la part du professeur Keteleeria, un paquet cadeau contenant trois « Pokémon de départ ». Le joueur peut choisir parmi Vipélierre, Gruikui et Moustillon (Snivy, Tepig et Oshawott). Les deux partenaires, et non plus un rival, du joueur choisissent les Pokémon restant. Après avoir décidé de leur Pokémon, les deux partenaires décident de défier le joueur l'un après l'autre ; ils continueront à le défier et à l'aider tout au long de l'aventure.
Le joueur entame alors une quête à travers Unys, capturant les Pokémon sauvages, les entraînant et combattant avec ceux des autres dresseurs Pokémon, avec pour but d'obtenir le titre de « Maître Pokémon ». Pour cela, il rencontrera dans certaines villes des établissements spéciaux appelées « arènes », à l'intérieur desquelles demeure un champion que le joueur devra battre dans un combat Pokémon pour obtenir un badge. Une fois les huit badges acquis, le joueur sera autorisé à combattre la Ligue Pokémon, qui se compose des meilleurs dresseurs de Pokémon de la région.
Tout au long de l'aventure, le joueur devra déjouer les plans de la Team Plasma, une organisation secrète militant pour la libération des Pokémon envers leur dresseur. La quête principale se termine avec la chute de N, manipulé par son père adoptif, Ghetis, qui lui, souhaitait dominer le monde.

## Système de jeu

### Solo
Le système de jeu est une version améliorée de celui développé dans la quatrième génération, les commandes lors des combats sont identiques, le jeu introduit une 3D beaucoup plus visible, celle-ci donne l'effet circulaire à la ville de Volucité.
Des changements ont été apportés aux Pokémon eux-mêmes, qui bougent désormais en permanence lors des combats. Le plus gros changement vient cependant de la disparition des statistiques introduites dans la troisième génération (beauté...), ce qui a obligé les développeurs à introduire une nouvelle méthode d'évolution pour le Pokémon Barpau.
L'innovation la plus importante vient des saisons qui font leur apparition, elles durent un mois en temps réel, et ont des conséquences sur le paysage, les espèces de Pokémon, certains événements, le cycle été-hiver.

### Connectivité
Les jeux Pokémon Noir et Blanc permettent aux joueurs d'échanger des Pokémon entre deux cartouches de jeu grâce à quatre connexions différentes : l'infrarouge du C-Gear, la connexion sans fil, la connexion Wi-Fi, et le Global Trade Station.
Les joueurs peuvent accéder au C Gear, une sorte de nouvelle Pokémontre (quatrième génération), qui permet aussi de synchroniser votre partie avec le site, c'est-à-dire y envoyer vos coordonnées et votre sauvegarde. Inversement, vous pourrez également importer des données du Pokémon Global Link vers votre cartouche. Un nouveau système, appelé « Vokit », permet de faire des conversations vidéo (DSi, DSi XL et 3DS).
L'échange est également disponible avec la quatrième génération de jeux Pokémon, Pokémon Diamant, Perle, Platine, Or HeartGold et Argent SoulSilver.

## Développement
Le 4 août 2010, le directeur de la société Game Freak, M. Junichi Masuda, annonce sur son blog qu'à la différence des autres jeux, le joueur de Pokémon Noir et Blanc ne rencontrera aucun Pokémon des précédentes régions jusqu'à l'obtention du Pokédex national et ce afin de permettre aux joueurs de ressentir une expérience analogue aux versions rouge et bleu. Ce choix est également à l'origine de la remise à zéro de la numérotation des routes et de l'emplacement plus éloigné de la nouvelle région. Ces versions introduisent la cinquième génération de Pokémon, dont les premiers à être révélés ont été Zorua et Zoroark.
Les jeux sont dévoilés le 9 avril 2010 par le site officiel du jeu.
Un de leurs objectifs était de rendre les jeux accessibles pour les nouveaux joueurs, mais également de conserver les anciens avec des contenus inédits.
Du fait qu'il s'agissait de la même console que pour Pokémon Diamant et Perle, Junichi Masuda avait peur que Pokémon Noir et Blanc soit perçu comme une copie du précédent.
Pokémon Noir et Blanc sont sortis le 18 septembre 2010 au Japon, le 4 mars 2011 en Europe et le 6 mars 2011 en Amérique du Nord sur Nintendo DS avec respectivement pour mascotte les Pokémon légendaires Reshiram et Zekrom. Un pack collector comprenant un jeu et une console Nintendo DSi de la couleur de la version est sorti le 20 novembre 2010 au Japon.
Pour la cinquième génération de jeux, Game Freak et Nintendo changent de cœur de cible. Ainsi, ils agrandissent leur audience visant aussi bien les enfants, comme c'était le cas pour les anciens jeux, mais également les joueurs de longue date devenus des adolescents, voire des adultes. Ainsi, en France, les chanteurs Joyce Jonathan et Jean-Baptiste Maunier vantent dans les publicités les mérites des jeux Pokémon Noir et Blanc ; au Royaume-Uni, c'est le groupe One Direction. Toutes ces personnes ont la vingtaine lors du tournage de leur publicité.

## Accueil
GameRankings donne à Pokémon Noir et Blanc, la moyenne de 87 %,. Le magazine japonais de jeux vidéo Famitsu a donné au jeu un score de 40/40. Gamekult et IGN notent les jeux à 9/10, et Jeuxvideo.com lui attribue 17/20.
Sortie le 18 septembre 2010 au Japon, ces deux opus se sont vendus à 2 557 779 exemplaires en deux jours. Le 12 janvier 2011, les ventes au Japon atteignent plus de 7 millions d'unités. En juin 2012, le jeu s'est vendu à 19 878 000 exemplaires dans le monde.
Grâce à leur publicité composées de célébrités d'une vingtaine d'années, les jeux se sont aussi bien vendus chez un public jeune que chez les joueurs plus âgés.

## Postérité
Tandis qu'une version grise était attendue par les fans, une suite en deux éditions nommée Pokémon Noir 2 et Pokémon Blanc 2 a été annoncée dans l'émission Pokémon Smash! et est sortie en juin 2012 sur Nintendo DS au Japon, le 7 octobre et le 12 octobre 2012 aux États-Unis, puis en Europe. La série animée Pokémon ouvre le quatrième cycle. Elle suit toujours les aventures du dresseur Sacha avec son premier Pokémon, Pikachu. Dans le jeu musical Rhythm Hunter: HarmoKnight, également développé par Game Freak, un bonus consiste à obtenir la musique de combat contre un dresseur Pokémon de Pokémon Noir et Blanc.
Les jeux font apparaître la Team Plasma qui souhaite la libération des Pokémon, rappelant l'association People for the Ethical Treatment of Animals. Cette dernière lance une campagne ayant pour thème les Pokémon, le 8 octobre 2012, le jour de la sortie aux États-Unis de Pokémon Noir 2 et Blanc 2.